# Парламентские выборы в Италии (1948)
Первые парламентские выборы после принятия Учредительным собранием Конституции Итальянской Республики, вступившей в силу 1 января 1948 года. Голосование состоялось 18 апреля 1948 года и принесло победу Христианско-демократической партии (ХД), которая затем удерживала лидирующие позиции в политической системе страны более 30 лет, бессменно возглавляя правительства до 1981 года.
По оценкам многих историков, именно эти выборы определили дальнейшую судьбу страны — победа христианских демократов утвердила в стране восстановление либерально-капиталистической экономической системы, отказ от социалистических преобразований, рост влияния Ватикана на политическую и общественную жизнь страны. Избирательная кампания и выборы 1948 года подвели черту под единством антифашистских сил, существовавшим с 1943 года.
На результат кампании значительное влияние оказали позиция Ватикана и Соединённых Штатов. США провели массированную кампанию поддержки ХД, оказывая в предвыборный период мощную экономическую помощь правительству, которое возглавлял христианский демократ Де Гаспери. Ватикан использовал для пропаганды в пользу ХД проповеди в церквях, а также светскую общественную организацию «Католическое действие».

## Результаты выборов
Результаты выборов в Палату депутатов:
| Партия/Блок                                                                                               | Голоса     | %     | Места |
| Христианско-демократическая партия                                                                        | 12 740 042 | 48,51 | 305   |
| Народно-демократический фронт (Итальянская коммунистическая партия + Итальянская социалистическая партия) | 8 136 637  | 30,98 | 183   |
| Социалистическое единство                                                                                 | 1 858 116  | 7,07  | 33    |
| Национальный блок                                                                                         | 1 003 727  | 3,82  | 19    |
| Монархисты                                                                                                | 729 078    | 2,78  | 14    |
| Итальянская республиканская партия                                                                        | 651 875    | 2,48  | 9     |
| Итальянское социальное движение                                                                           | 526 882    | 2,01  | 6     |
| Народная партия Южного Тироля                                                                             | 124 243    | 0,47  | 3     |
| прочие партии                                                                                             | 493 858    | 1,88  | 2     |
| Всего | 26 264 458 | 100   | 574   |

Результаты выборов в Сенат.
| Партия/Блок                               | Голоса     | %     | Места |
| Христианско-демократическая партия        | 10 864 698 | 48,14 | 130   |
| Народно-демократический фронт             | 7 015 092  | 31,08 | 72    |
| Национальный блок                         | 1 400 249  | 6,20  | 10    |
| Республиканцы и Социалистическое единство | 2 232 752  | 9,89  | 16    |
| прочие партии                             | 1 057 472  | 4,69  | 9     |
| Всего                                     | 22 570 263 | 100   | 237   |